# Liste des ministres sud-africains du Développement rural et de la réforme agraire
Les ministres du développement rural et de la réforme agraire , autrefois ministres des terres d'Afrique du Sud et ministres des affaires foncières sont compétents pour tous les sujets relevant de la cartographie topographique, de la répartition foncière, de l'enregistrement des actes de propriété foncier et des réformes agraires.
Ce ministère a été à l'origine de la loi sur les parcs nationaux (1926) qui fondait le réseau des parcs nationaux d'Afrique du Sud.
Il a parfois été associé au département ministériel de l'agriculture, notamment de 1996 à 2009.
En 2009, le ministère des affaires foncières est devenu le ministère du développement rural et de la réforme agraire. Le 31 mai 2019, il est fusionné avec le ministère de l'agriculture dans le second gouvernement Ramaphosa.

## Liste des ministres sud-africains des terres
| #   | Nom du ministre            |  | Nom du Ministère                                                                  | période            | parti         |
| --- | -------------------------- |  | --------------------------------------------------------------------------------- | ------------------ | ------------- |
| 1.  | Abraham Fischer            |  | Ministre des terres                                                               | 31 mai 1910 - 1913 | SAP           |
| 2.  | Hendrik Schalk Theron      |  | Ministre des terres                                                               | 1913 - 1916        | SAP           |
| 3.  | Hendrik Mentz              |  | Ministre des terres                                                               | 1913 - 1920        | SAP           |
| 4.  | Deneys Reitz               |  | Ministre des terres                                                               | 1920 - 1924        | SAP           |
| 5.  | Pieter Gert Wessel Grobler |  | Ministre des terres                                                               | 1924 - 1933        | NP            |
| 6.  | Deneys Reitz               |  | Ministre des terres                                                               | 1933 - 1935        | Unioniste/SAP |
| 7.  | Jan Kemp                   |  | Ministre des terres                                                               | 1935 - 1939        | UP            |
| 8.  | Andrew Meintjes Conroy     |  | Ministre des terres                                                               | 1939 - 1948        | UP            |
| 9.  | Johannes Strijdom          |  | Ministre des terres et de l'irrigation                                            | 1948 - 1954        | NP            |
| 10. | Paul Sauer                 |  | Ministre des terres et de l'eau Ministre des terres et des forêts                 | 1954-1958 -1964    | NP            |
| 11. | D.C.H. Uys                 |  | Ministre des terres et affaires foncières Ministre de l'agriculture et des terres | 1964 - 1968 - 1972 | NP            |
| 12. | Hendrik Schoeman           |  | Ministre de l'agriculture et des terres                                           | 1972 - 1980        | NP            |

En 1968, le ministère des terres et des affaires foncières est intégré dans celui de l'agriculture.
Il réapparait sous le gouvernement PW Botha en 1986 en tant que ministère des affaires foncières.
| #   | Nom du ministre        |  | Nom du Ministère                                                                    | période                    | parti               |
| --- | ---------------------- |  | ----------------------------------------------------------------------------------- | -------------------------- | ------------------- |
| 1.  | Pietie du Plessis      |  | Ministre des affaires foncières et des travaux publics                              | 1986 - 1989                | NP                  |
| 2.  | George Bartlett        |  | Ministre des travaux publics et des affaires foncières                              | 1989 - 1991                | NP                  |
| 3.  | Jacob de Villiers      |  | Ministre des régions et des affaires foncières                                      | 1991 - 1993                | NP                  |
| 4.  | André Fourie           |  | Ministre des régions et des affaires foncières                                      | 1993-1994                  | NP                  |
| 5.  | Derek Hanekom          |  | Ministre des affaires foncières Ministre de l'agriculture et des affaires foncières | 1994 - 1996 -1999          | ANC                 |
| 6.  | Thoko Didiza           |  | Ministre de l'agriculture et des affaires foncières                                 | 1999-2006                  | ANC                 |
| 7.  | Lulama Xingwana        |  | Ministre de l'agriculture et des affaires foncières                                 | 2006-2009                  | ANC                 |
| 8.  | Gugile Nkwinti         |  | Ministre du développement rural et de la réforme agraire                            | mai 2009 - février 2018    | ANC                 |
| 9.  | Maite Nkoana-Mashabane |  | Ministre du développement rural et de la réforme agraire                            | février 2018 à mai 2019    | ANC                 |
| 10. | Thoko Didiza           |  | Ministre de l'agriculture, du développement rural et de la réforme agraire          | 31 mai 2019 - 30 juin 2024 | ANC                 |
| 11. | Mzwanele Nyhontso      |  | Ministre de l'agriculture, du développement rural et de la réforme agraire          | depuis le 30 juin 2024     | Congrès panafricain |